# Problema monedei de cinci lei a lui Țițeica
Trei cercuri congruente se intersectează într-un punct. Luându-se două câte două, se obțin încă trei puncte de intersecție. Cercul determinat de aceste trei puncte are raza egală cu raza cercurilor date.

## Demonstratie utilizand numere complexe

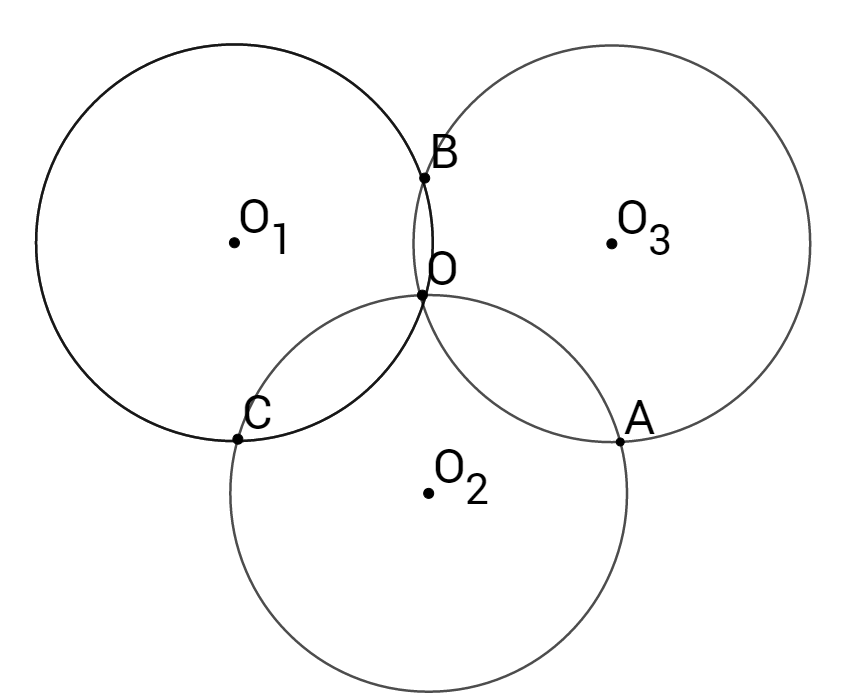

Fie cercurile cu centrele {\displaystyle O_{1},O_{2},O_{3}} si raza {\displaystyle r}.Notam {\displaystyle A,B,C} punctele lor de intersectie si {\displaystyle O} punctul lor comun.Consideram un reper cartezian ce are centrul in {\displaystyle O}.
Fie {\displaystyle z_{1},z_{2},z_{3},z_{A},z_{B},z_{C},z_{O}} afixele punctelor {\displaystyle O_{1},O_{2},O_{3},A,B,C,O} in aceasta ordine.
Avem {\displaystyle O_{2}A=O_{3}A=O_{3}O=OO_{2}=r}.De aici rezulta ca patrulaterul {\displaystyle O_{3}AO_{2}O} este un romb,deci {\displaystyle z_{O}+z_{A}=z_{2}+z_{3}<=>z_{A}=z_{2}+z_{3}}.
Analog obtinem ca {\displaystyle z_{B}=z_{1}+z_{3}} si {\displaystyle z_{C}=z_{1}+z_{2}}.
Avem  : 
```
      

  

    

      

        
A

        
B

        
=

        

          
|

        

        

          
z

          

            
A

          

        

        
−

        

          
z

          

            
B

          

        

        

          
|

        

        
=

        

          
|

        

        

          
z

          

            
2

          

        

        
−

        

          
z

          

            
1

          

        

        

          
|

        

        
=

        

          
O

          

            
1

          

        

        

          
O

          

            
2

          

        

      

    

    
{\displaystyle AB=|z_{A}-z_{B}|=|z_{2}-z_{1}|=O_{1}O_{2}}

  

      

  

    

      

        
B

        
C

        
=

        

          
|

        

        

          
z

          

            
B

          

        

        
−

        

          
z

          

            
C

          

        

        

          
|

        

        
=

        

          
|

        

        

          
z

          

            
3

          

        

        
−

        

          
z

          

            
2

          

        

        

          
|

        

        
=

        

          
O

          

            
2

          

        

        

          
O

          

            
3

          

        

      

    

    
{\displaystyle BC=|z_{B}-z_{C}|=|z_{3}-z_{2}|=O_{2}O_{3}}

  

      

  

    

      

        
A

        
C

        
=

        

          
|

        

        

          
z

          

            
A

          

        

        
−

        

          
z

          

            
C

          

        

        

          
|

        

        
=

        

          
|

        

        

          
z

          

            
3

          

        

        
−

        

          
z

          

            
1

          

        

        

          
|

        

        
=

        

          
O

          

            
1

          

        

        

          
O

          

            
3

          

        

      

    

    
{\displaystyle AC=|z_{A}-z_{C}|=|z_{3}-z_{1}|=O_{1}O_{3}}

  

```

Din ultimele 3 relatii {\displaystyle \triangle ABC\equiv \triangle O_{1}O_{2}O_{3}}.Acest lucru inseamna ca si cercurile lor circumscrise au razele egale.
Dar avem ca {\displaystyle OO_{1}=OO_{2}=OO_{3}=r} adica raza cercului circumscris triunghiului {\displaystyle \triangle O_{1}O_{2}O_{3}} este {\displaystyle r}.
Din ultimele 2 randuri obtinem ca raza cercului circumscris {\displaystyle \triangle ABC} este {\displaystyle r},deci este congruent cu cercurile date.